# Heidemarie Wieczorek-Zeul
Heidemarie Wieczorek-Zeul (Fráncfort del Meno, 21 de noviembre de 1942) es una política alemana.

## Biografía
Miembro destacada del Partido Socialdemócrata Alemán, al que pertenece desde 1965 y cuya organización de juventudes (Juventudes Socialistas del SPD, Jusos) dirigió entre 1974 y 1977. Graduada como docente de secundaria, fue ascendiendo dentro de su partido, ingresando en el Bundestag en 1987; hasta disputar la candidatura a Canciller Federal contra Gerhard Schröder y Rudolf Scharping en 1993, pero fue derrotada. Debido a su preeminencia en el ala izquierda de su partido es conocida como «La roja Heide».
Tras el ascenso de Schröeder al poder en 1998 fue designada ministra de Cooperación Económica y Desarrollo, encargándose de todos los programas de cooperación internacional de Alemania. Tras las elecciones de 2002 fue ratificada, y nuevamente tras la gran coalición que surgió por las elecciones de 2005 y que encabeza Angela Merkel como cancilleresa.

## Enlaces externos

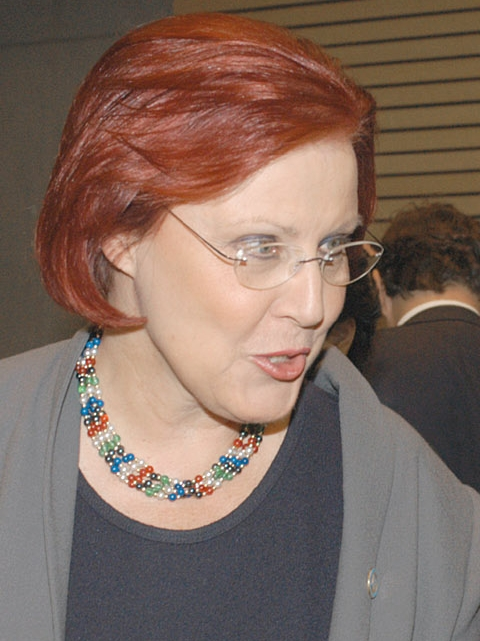
Heidemarie Wieczorek-Zeul en 2004.